# Mueang Mukdahan (huyện)
Mueang Mukdahan (tiếng Thái: เมืองมุกดาหาร) là huyện thủ phủ (Amphoe Mueang) của tỉnh Mukdahan, đông bắc Thái Lan.

## Địa lý
Các huyện giáp ranh (từ phía đông nam theo chiều kim đồng hồ) là Don Tan, Nikhom Kham Soi, Nong Sung, Khamcha-i, Dong Luang của tỉnh Mukdahan Province, That Phanom của tỉnh Nakhon Phanom và Wan Yai của tỉnh Mukdahan. Phía đông bên kia sông Mekong là tỉnh Savannakhet của Lào.
Nguồn nước chính ở đây là sôngMekong.

## Lịch sử
Huyện này xuất phát từ Mueang Mukdahan, thuộc Monthon Udon Thani. Năm 1907, huyện này thuộc tỉnh Nakhon Phanom. Ngày 27 tháng 9 năm 1982, phía nam của Nakhon Phanom được tách ra để lập tỉnh mới Mukdahan, huyện Mukdahan được đổi tên thành Mueang Mukdahan và làm huyện thủ phủ của tỉnh mới.

## Hành chính
Huyện này được chia thành 13 phó huyện (tambon), các đơn vị này lại được chia ra thành 143 làng (muban). The town (thesaban mueang) Mukdahan nằm trên một phần của tambon Mukdahan và toàn bộ tambon Si Bun Rueang. Thị trấn (thesaban tambon) Dong Yen nằm trên toàn bộ tambon cùng tên. Có 12 tổ chức hành chính tambon.
| STT | Tên           | Tên tiếng Thái | Số làng | Dân số |  |
| --- | ------------- | -------------- | ------- | ------ |  |
| 1.  | Mukdahan      | มุกดาหาร        | 6       | 31.860 |  |
| 2.  | Si Bun Rueang | ศรีบุญเรือง       | -       | 7.014  |  |
| 3.  | Ban Khok      | บ้านโคก         | 13      | 8.254  |  |
| 4.  | Bang Sai Yai  | บางทรายใหญ่     | 12      | 8.312  |  |
| 5.  | Phon Sai      | โพนทราย        | 13      | 8.130  |  |
| 6.  | Phueng Daet   | ผึ่งแดด          | 13      | 5.529  |  |
| 7.  | Na Sok        | นาโสก          | 16      | 9.656  |  |
| 8.  | Na Si Nuan    | นาสีนวน         | 10      | 6.992  |  |
| 9.  | Kham Pa Lai   | คำป่าหลาย       | 15      | 11.869 |  |
| 10. | Kham Ahuan    | คำอาฮวน        | 15      | 11.517 |  |
| 11. | Dong Yen      | ดงเย็น          | 14      | 9.827  |  |
| 12. | Dong Mon      | ดงมอน          | 10      | 5.371  |  |
| 13. | Kut Khae      | กุดแข้           | 6       | 3.674  |  |